# Moorbek (Mühlenau)
Die Moorbek ist ein linker Nebenfluss der Mühlenau in der schleswig-holsteinischen Stadt Norderstedt im Kreis Segeberg.
Der etwa 4,5 km lange Bach entspringt einem Teich in Friedrichsgabe in der Nähe der Bahnstation Moorbekhalle der AKN Eisenbahn direkt neben dem Lessing-Gymnasium. Er fließt dann in südwestlicher Richtung durch einen Teich im Heidbergpark, am Norderstedter Rathaus vorbei durch den Moorbekpark und mündet schließlich westlich der A 7 in die Mühlenau.

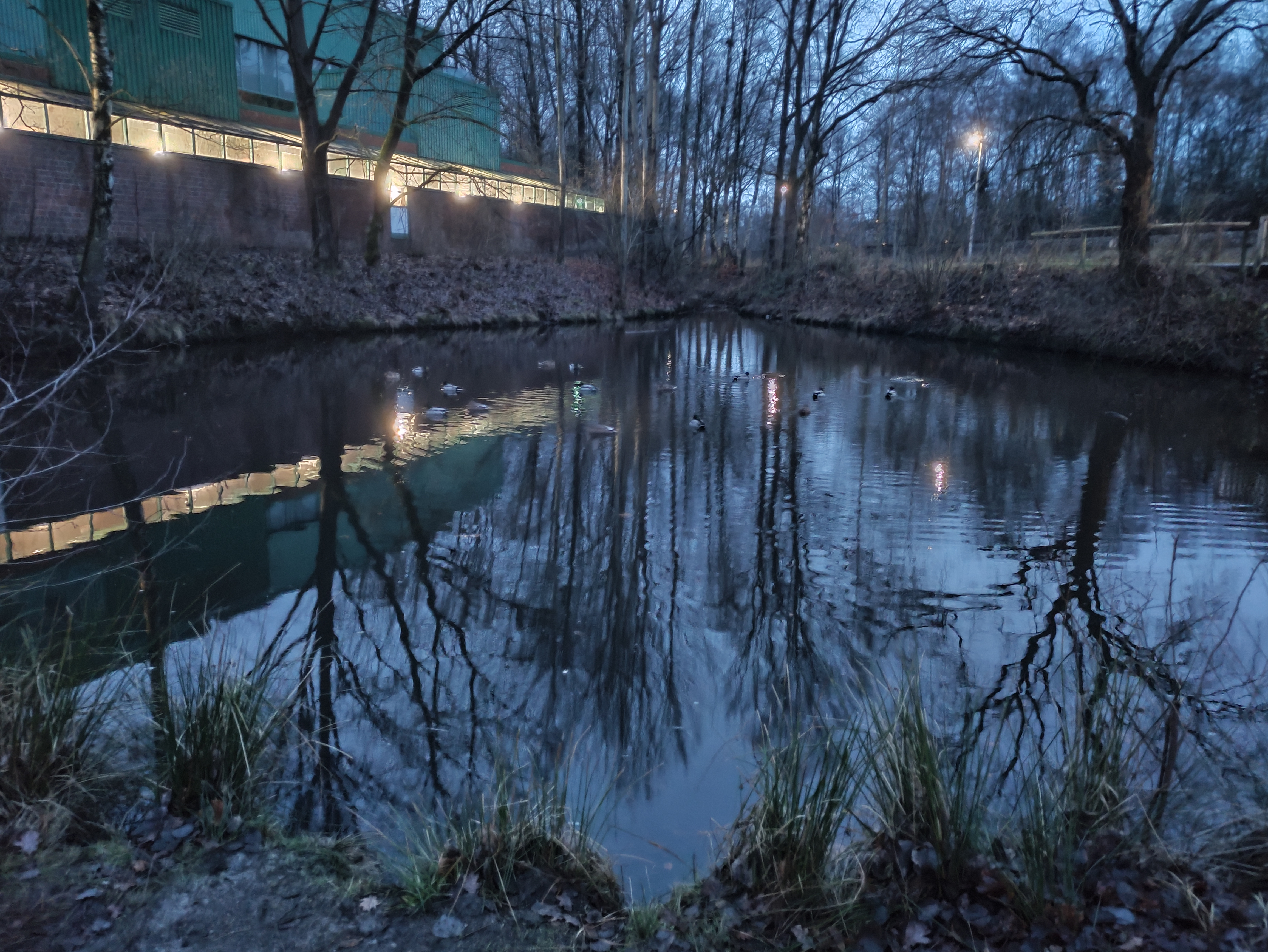
Quellteich der Moorbek am Lessing-Gymnasium